# Henri Mordant
Henri Mordant (Herstal, 2 juli 1927 - Luik, 2 juli 1998) was een Belgisch volksvertegenwoordiger en journalist. 

## Levensloop
Mordant promoveerde in 1950 tot doctor in de rechten aan de Universiteit van Luik. Hij koos voor de journalistiek en werd van 1950 tot 1953 redacteur bij het Luikse blad La Meuse. In 1953 werd hij aangeworven voor het INR, later de Radio-Télévision belge, waar hij een hele carrière zou doorlopen tot in 1992. Hij werkte in de Luikse studio's en verzorgde er onder meer literaire uitzendingen en gesproken radiotoneel.
In 1960 werd hij in Brussel voor het televisiejournaal ingezet maar na zes weken werd hij afgevoerd, omdat hij de Algerijnse OAS-rebel Ortis had geïnterviewd. Hij mocht niet terug naar Luik, omdat men vermoedde dat het daar een broeinest was van steun aan André Renard en aan de stakers tegen de Eenheidswet. Hij werd dan maar toegevoegd aan de studiediensten van de RTB, waar hij van 1960 tot 1961 werkzaam was.
Hij werd vervolgens actief in de dienst 'Enquêtes et reportages' en verrichtte er pionierswerk door het maken van talrijke series over economie en geschiedenis die druk werden gevolgd. Ze werden uitgezonden onder titels zoals Wallonie (1962-1969), Dossier, Le Magazine des Consommateurs, Situation, Neuf millions, Neuf millions neuf en A suivre. Van 1964 tot 1968 realiseerde hij een reeks van 118 uitzendingen gewijd aan de Eerste Wereldoorlog.
Met zijn persoonlijke en directe stijl slaagde hij er in complexe sociale en economische dossiers op bevattelijke manier voor te stellen. Zijn leermeester hierin, zegde hij, was de Canadese journalist René Lévesque, die later eerste minister in Quebec werd.
Hij redigeerde ook een deontologische code voor de journalisten van radio en televisie.

## Rassemblement Wallon
In zijn uitzendingen liet Mordant vaak Waalse eisen doorklinken. Dit bracht hem tot stijgende contacten met de politieke wereld. Hij werd politiek actief voor het Rassemblement Wallon en zetelde van 1978 tot 1985 voor het arrondissement Luik in de Kamer van volksvertegenwoordigers. Door het toen bestaande dubbelmandaat zetelde hij van 1978 tot 1980 ook in de Cultuurraad voor de Franse Cultuurgemeenschap en was hij van 1980 tot 1985 lid van de Franse Gemeenschapsraad en de Waalse Gewestraad. In 1985 liep zijn mandaat van volksvertegenwoordiger af.
In februari 1979 werd hij voorzitter van het Rassemblement Wallon, die, na de tweede partij van Wallonië te zijn geweest in het begin van de jaren zeventig, was afgebrokkeld en nog slechts enkele parlementsleden telde.
Mordant koos voor een alliantie met het FDF en dat betekende verdere afkalving van de partij, omdat heel wat leden het met deze wending niet eens waren en vertrokken. Voorzitter van een partij met steeds minder kiezers en nog nauwelijks gekozenen, nam hij ontslag in 1983. Na het einde van zijn parlementair mandaat vertrok hij weer naar de radio en televisie.

## Verdere levensloop
Hij stelde zich vergeefs kandidaat voor de directeursfunctie van studio Luik, maar werd niet benoemd. Een conflict ontstond, dat aansleepte tot aan zijn pensionering. Ondertussen bleef hij uitzendingen realiseren, zoals Le Club de l'Europe in 1988 en Wallonie in 1991-92. Na zijn pensionering realiseerde hij voor RTC Liège een serie van zeven programma's over de geschiedenis van het prinsbisdom Luik, die in 1995 uitgezonden werd.
Bij de eerste regionale verkiezingen in mei 1995 was hij lijsttrekker op een lijst onder de naam F.R.A.N.C.E. (Français réunis dans l’action nationale pour la coopération et l’émancipation), die duidelijk streefde naar aanhechting bij Frankrijk. De lijst kende geen succes.